# 萬達廣場 (馬來西亞)

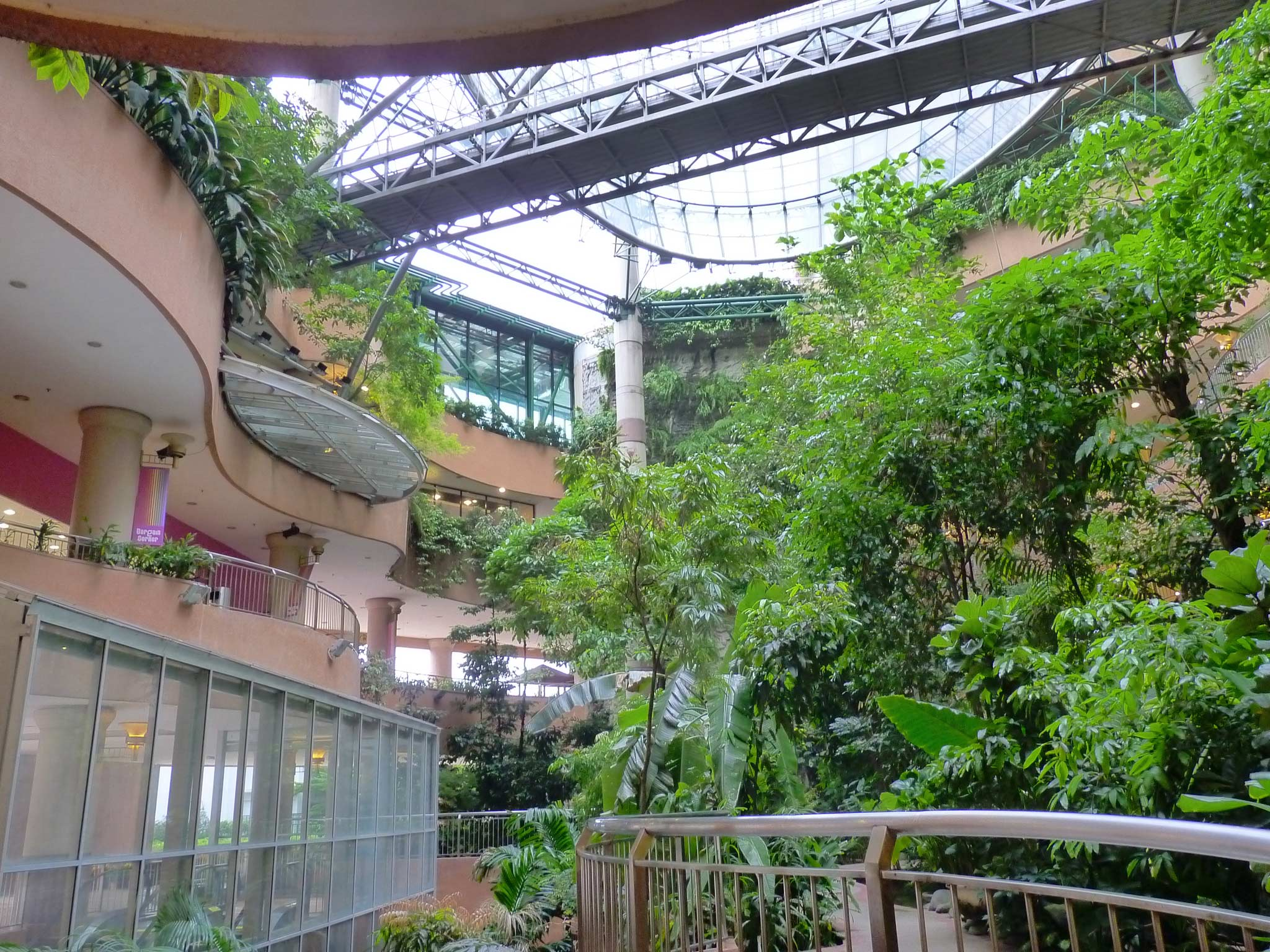
萬達商場內的人造熱帶雨林造景

萬達廣場是一間位於馬來西亞雪兰莪州八打靈再也（Petaling Jaya）市郊北部萬達鎮（Bandar Utama）的一間超大型購物中心，于1995年開幕，由萬達鎮有限公司（Bandar Utama City Centre Sdn Bhd）建设。萬達廣場是馬來西亞面積是第二大的購物中心，僅次於在布城的IOI城市購物廣場，全球則是排名第十三，總面積為5,590,000平方呎（519,328 m²），共有700多間店鋪。
萬達廣場剛開業時，馬來西亞唯一一家宜家（IKEA）設在此，後來因為雙方意見不合，宜家搬到附近不遠處珍珠白沙羅商圈的IPC购物中心。

## 分區

### 舊翼（old wing）

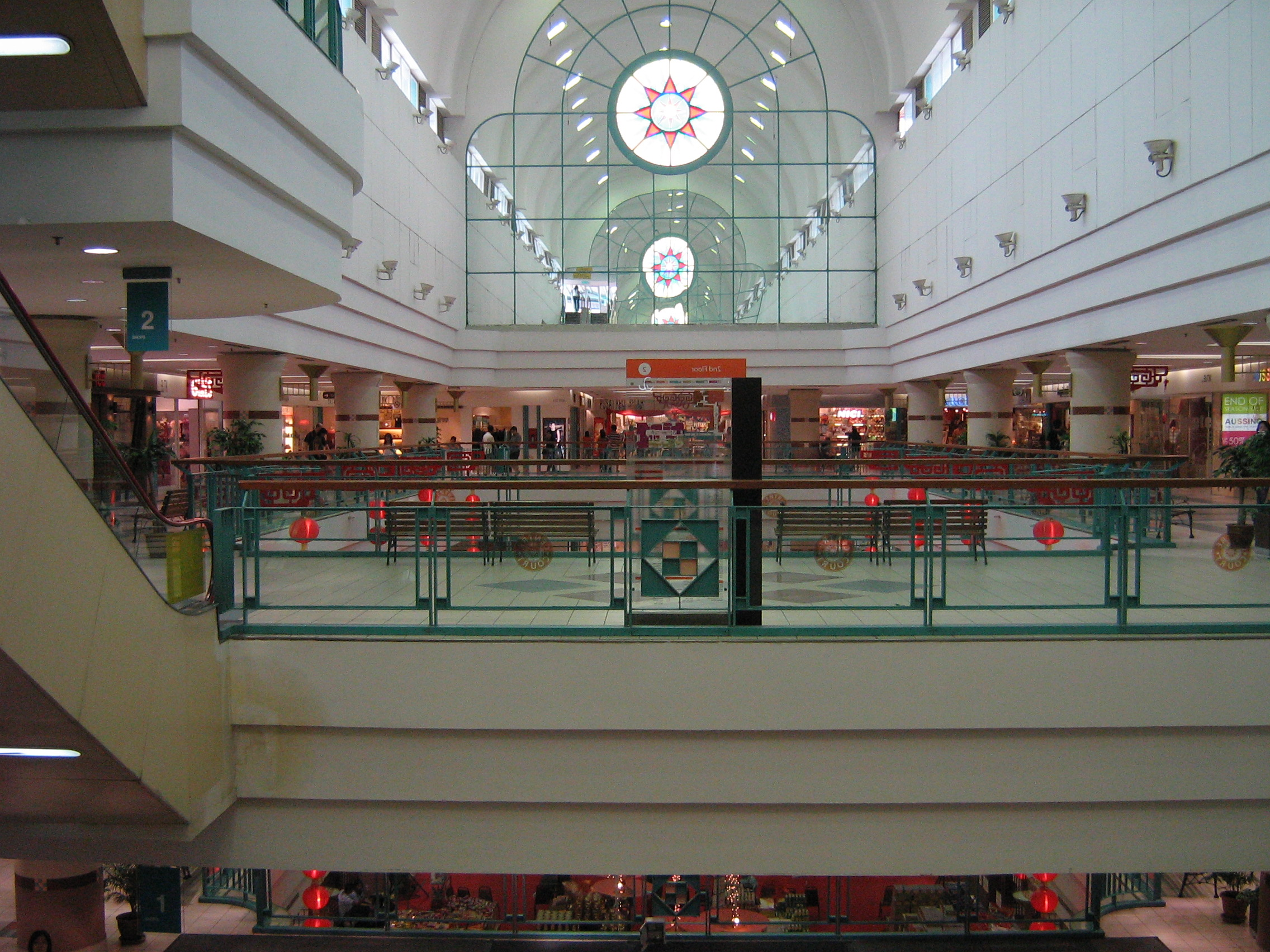
舊翼的中庭"Center Court"

萬達廣場分為新翼與舊翼兩部分，舊翼部份的主要租戶為永旺百貨及超級市場，于1995年開幕。管理及營運舊翼部份的公司為永旺集團（ÆON Co., Ltd.）。舊翼的分區分為Centre Court and Courtyard兩部分，樓高六層（包括地下的停車場）。

### 新翼（new wing）

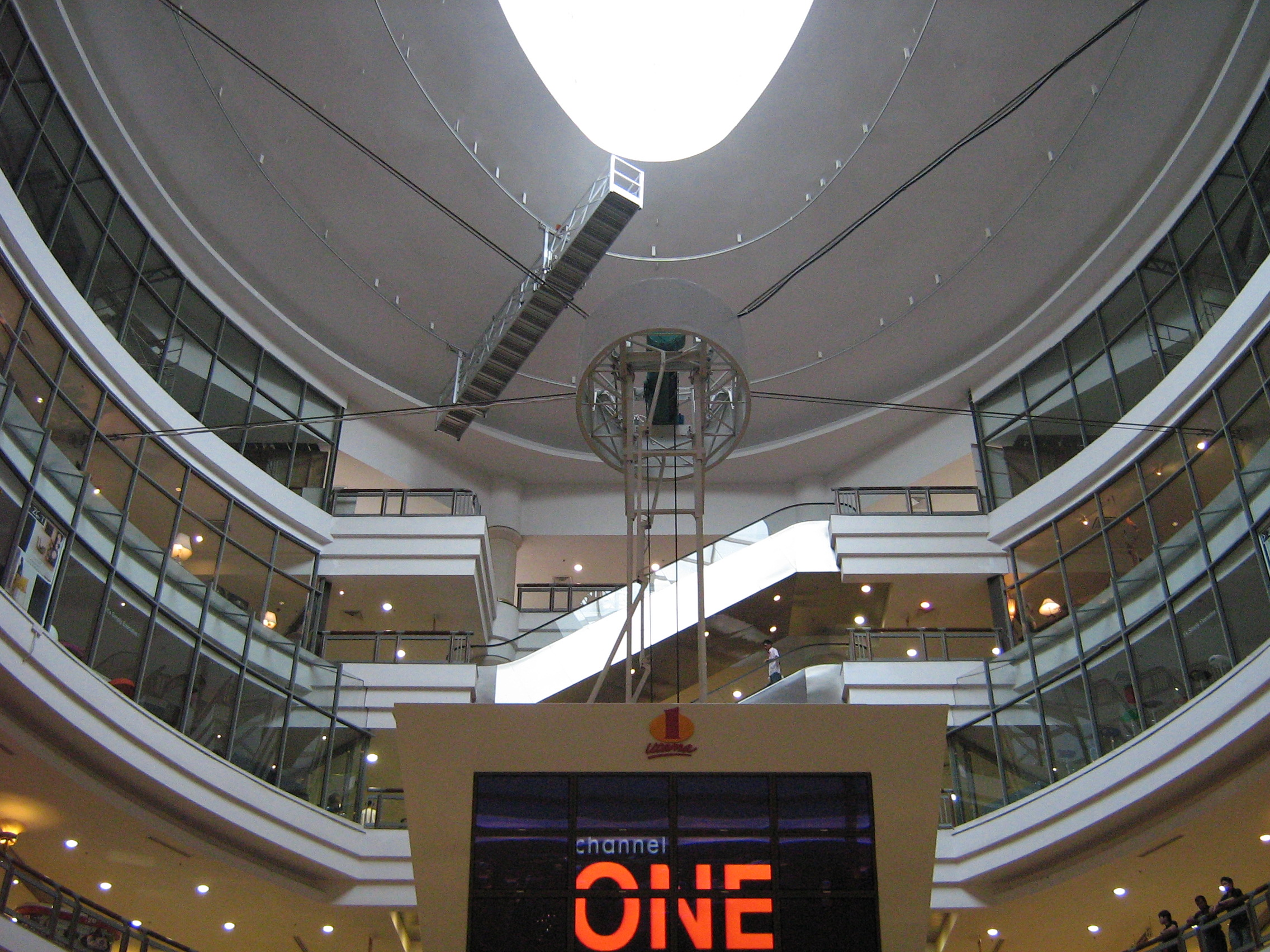
新翼中庭"Oval"，該大電視現已拆除

新翼部份則是在2003年12月試賣，2004年4月2日由雪蘭莪蘇丹沙拉弗丁開幕。新翼的分區分為Promenade、Rainforest、Highstreet及Oval四個部分。新翼的管理及營運是由萬達鎮有限公司（Bandar Utama City Centre Sdn Bhd）負責。新翼樓高10層（包括地下的停車場），兩邊加起來的面積總合為5,000,000平方呎（465,000 m²），是馬來西亞頂尖的購物中心之一。

### 萬達廣場E（1 utama E）
為萬達廣場的第三部分，興建於2018年，增加了衝浪池、室內跳傘等娛樂設施，並進駐許多餐廳和商店。此外還增加地下三層停車場，容車量500以上。同時提供行人道通萬達鎮站，該項目總花費1.5億令吉。

## 人流量

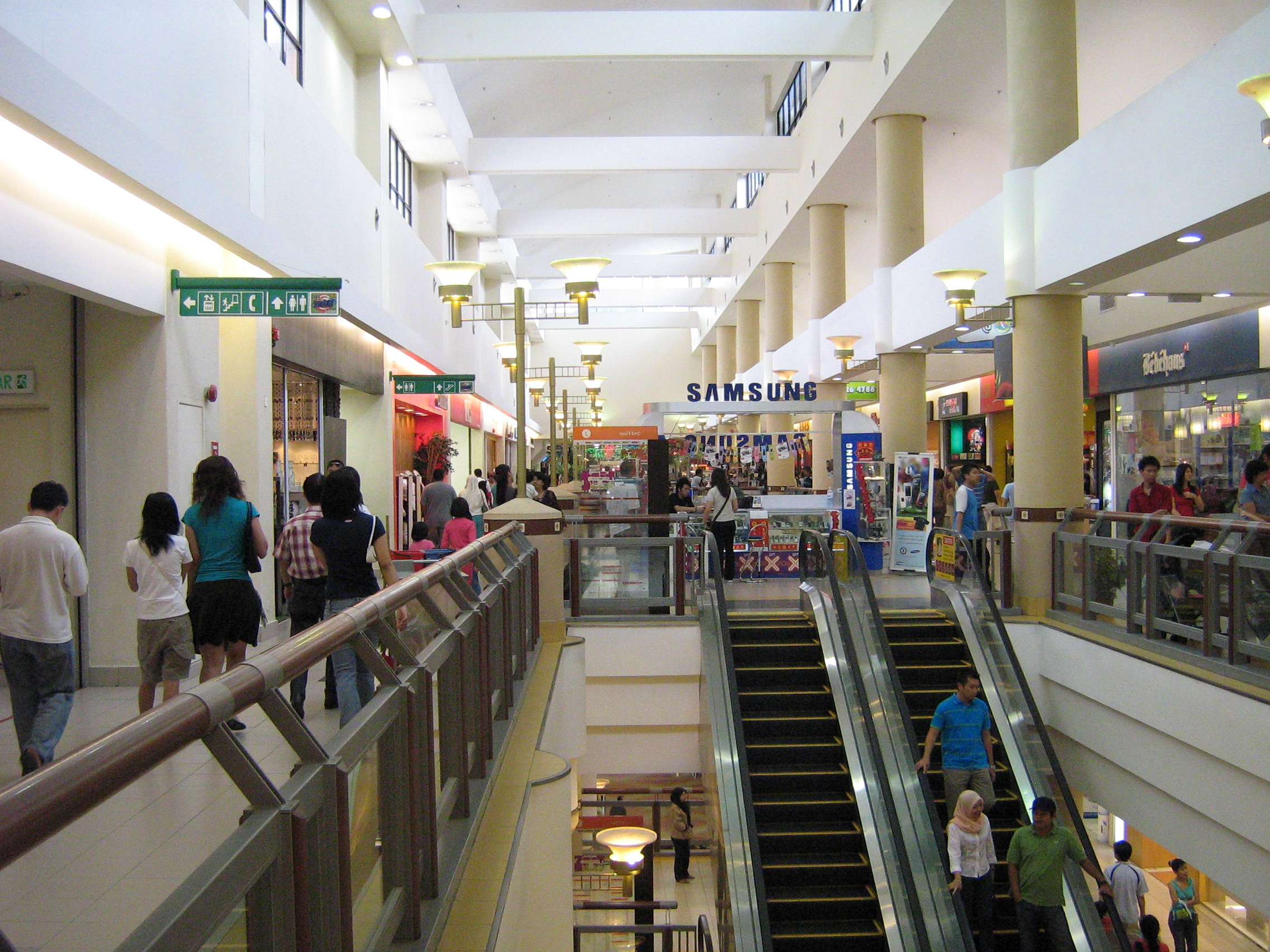
連接新翼與舊翼的"Promenade"

萬達廣場每日人流量為60,000至90,000人，最高紀錄為一天120,000人，比附近的珍珠白沙羅商圈和金地廣場（Plaza Hartamas）都要高。該廣場的商舖出租率達百分之百，與谷中城美佳廣場（Mid Valley Megamall）、柏威年廣場（Pavilion KL）、陽光廣場（Suria KLCC）及雙威金字塔並列為全國五大人流量最高及出租率百分百的商場。

## 進駐品牌
主要的進駐品牌為舊翼的永旺和新翼的百盛（Parkson）百貨及Tangs百貨，是馬來西亞唯一一間擁有四個百貨公司的購物中心。此外還有在舊翼專賣中英文書籍的新資大眾書局。其他的則有Uniqlo、 Gap、 玩具反斗城（Toys 'R' Us）、亚曼尼A/X By Armani Exchange、Calvin Klein、Chanel、Coach、Michael Kors、Cotton On、大創（Daiso）、Forever 21、G2000、Giordano、H&M、Esprit、Tommy Hilfiger、Topshop、馬莎（Marks & Spencer）等。
此外萬達廣場擁有數十間食肆，主要有Chili's、肯德基、許留山、星巴克、大食代（Food Republic）、星期五美式餐厅（TGI Friday）、Haagen Dazs、鼎泰豐、恭和堂等。萬達廣場也是全國第一家擁有兩個影城的商場，分別為進駐在舊翼的TGV影城共有七個螢幕。另一家則是在新翼的GSC影城共有13個螢幕。

## 交通
位于首要媒体总部Sri Pentas对面的 KG09 万达镇捷运站仅距离万达广场450米。此外，吉隆坡快捷通巴士也提供从 KJ24 格拉那再也轻快铁站至万达广场的接驳服务，而万达广场也拥有自己的接驳巴士服务。衔接至万达广场的高架行人道已于2018年开放。

## 外部連結
- 官方網站 （页面存档备份，存于）

1. ↑  Khoo, Natalie. . The Edge. 2018-01-25  [2020-07-24]. （原始内容存档于2023-04-19）.